# 李钟奇
李钟奇（1913年12月13日—2003年1月11日），辽宁建平县建平镇油房地村人。中国人民解放军开国少将。

## 生平
1931年参加东北反帝大同盟。1936年9月率东北军所部3人加入中国工农红军。1936年10月1日加入中国共产党。1955年，授予中国人民解放军少将。1967年文革期间，曾受过彭德怀批评的李钟奇还当众打彭德怀耳光。